# Sieradzanie
Sieradzanie – grupa etnograficzna ludności polskiej, zamieszkująca obszar między Śląskiem, Wielkopolską a Małopolską. 
Według J. S. Bystronia Sieradzanie należą do jednej z ośmiu pierwotnych grup podziału etnograficznego ludności polskiej. Podlegała ona silnym wpływom sąsiednich regionów - Śląska, Wielkopolski i Małopolski - jednocześnie stanowiąc ogniwo pośrednie pomiędzy tymi dzielnicami. Wskutek tak silnego oddziaływania Sieradzanie zatracili szybko pozycję wielkiej samoistnej grupy ludności o własnych cechach kulturowych, którą niegdyś posiadali. Dużo szybciej niż inne polskie grupy etnograficzne ulegali nadchodzącej niwelacji (unifikacji). Podkreśla się wyraźny stopień ujednolicania w zakresie języka polskiego Najwięcej dawnych cech Sieradzan zachowali mieszkańcy okolic samego Sieradza.
Janusz Kamocki wyróżnił wśród Sieradzan kilka grup, regionów, tj. Sieradzan właściwych, którzy bardzo odznaczają swoją odrębność poprzez strój ludowy i kulturę, następnie grupę piotrkowską oraz leżący na południe od nich region wieluńsko-radomszczański. Przedstawił także grupę opoczyńską, charakteryzującą się cechami kulturowymi Mazowsza Rawskiego, a na którą dawniej oddziaływała także przynależność administracyjna Małopolski.
Samorządowa instytucja kultury podaje, że Sieradzanie zamieszkują także północno-wschodni skrawek obecnego województwa śląskiego, gdzie są przemieszani z grupami małopolskimi.

## Zwyczaje
Dożynki, czyli uroczyste obrzędy po ukończeniu żniw Sieradzanie określali nazwą wyżynek. Adam Fischer podawał, że dopiero później przyjęła się taka nazwa, wcześniej to znaczyło właściwie pracę żniwiarską na pańskim polu.
Wśród Sieradzan panował zwyczaj związany z przeprowadzkami. Gdy wprowadzano się do nowego domu, rozpalało się uroczyście pierwsze ognisko. Na początku przy rozpaleniu do ognia wlewało się nieco napoju, którym obecni na uroczystości wznosili toast. Dawne polskie sformułowanie polewać ognisko oznaczało właśnie wydawać ucztę w nowym mieszkaniu.
Jedną z gier, zabaw związanych z bieganiem, był sieradzki „gąsior”. Wycinanki Sieradzan odznaczały się pewną prostotą, chociaż miały złożony charakter.
Pozostałością po wierzeniach starosłowiańskich były znane Sieradzanom tzw. wiły, będące straszydłami lub późniejszymi  rusałkami.